# Institut Sainte Trinité
L’Institut Sainte Trinité est un établissement scolaire catholique inauguré fin XIXe, début XXe siècle situé aux numéros 103-105 et 107 de l’avenue de la Couronne, à Ixelles, commune de Bruxelles. C’est un ensemble de deux bâtiments de style éclectique d’inspiration néo-renaissance flamande construit par l’architecte Camille Wenmaekers.

## Présentation générale

### Histoire
En 1895, les religieuses Trinitaires d'origine française se voient offrir par la Belgique une parcelle le long de l'avenue de la Couronne fraîchement achevée. L’école est bâtie en deux temps sur une période de treize ans.
Avant de prendre totalement possession du bâtiment le 8 décembre 1896 (nos 103-105), les religieuses louent une maison à côté du terrain pendant la construction de la première partie de l’édifice scolaire. Celle-ci abrite alors trois fonctions différentes : une classe enfantine, une école secondaire pour les jeunes filles et des appartements pour les « dames pensionnaires ». En 1909, la seconde partie de l’école est construite (no 107).
En 1914 durant la première guerre, l’hôpital militaire demande à quelques religieuses de venir en renfort afin de soigner les blessés. Pendant la Deuxième Guerre l’avenue de la couronne subit des bombardements qui feront beaucoup de victimes. Tout au long de son existence, l’école doit s’adapter aux variations démographiques de Bruxelles et ainsi faire face à différents changements institutionnels. 
Vers 1970, l’école Cardinal Mercier ne compte plus assez d’élèves pour assurer son existence. Cet établissement, situé aux alentours des étangs d’Ixelles, avait été inauguré en 1925 par le cardinal Mercier parce que la paroisse Sainte-Croix  n’avait guère d’enseignements pour les garçons de la classe ouvrière. En 1978 son activité éducative migre alors vers l’Institut Sainte-Trinité, de cette manière les deux écoles sont regroupées sous le même pouvoir organisateur désormais appelé « Ecoles Sainte Trinité-Cardinal Mercier ». 
En 1986, le pouvoir organisateur de l’Institut Saint Jean-Baptiste de la Salle implanté à Saint-Gilles devient l’autorité tutelle de l’école secondaire de l’avenue. En 1999, les quatre établissements scolaires sont réunis sous le même pouvoir organisateur nommé Comité scolaire Institut Saint Jean-Baptiste de la Salle – Sainte Trinité,. Ce même pouvoir se rallie à l'Association des écoles Lasalliennes (AEL) en 2009,. 
Finalement les deux écoles fondamentales totalisent plus de 570 élèves en 2011 et scindent alors leur direction en deux. Elles portent, encore actuellement, le nom d’« Ecoles Sainte Trinité-Cardinal Mercier 1 et 2 ».

### Avenue de la Couronne
L'avenue de la Couronne ne reçoit ce nom qu'à partir de 1880-1885. Avant cette date, son tracé divisé en deux parties qui portaient les noms de « rue du Trône prolongée » et « avenue du Diadème ». Le premier fragment commençait à la Place de la Couronne, aujourd’hui place Raymond Blyckaerts, et le deuxième prenait le relais à partir du Boulevard Général Jacques jusqu'au cimetière d'Ixelles. 
Cette avenue, construite sur un remblai, relie la place Raymond Blyckaerts au cimetière d'Ixelles. Comme son ancien nom l'indique, elle est une extension à la rue du Trône dont l’intention est de relier le Palais Royal au nouveau boulevard de ceinture, aujourd'hui boulevard Général Jacques. Ce prolongement vers la périphérie était essentiel au développement des faubourgs de Bruxelles.

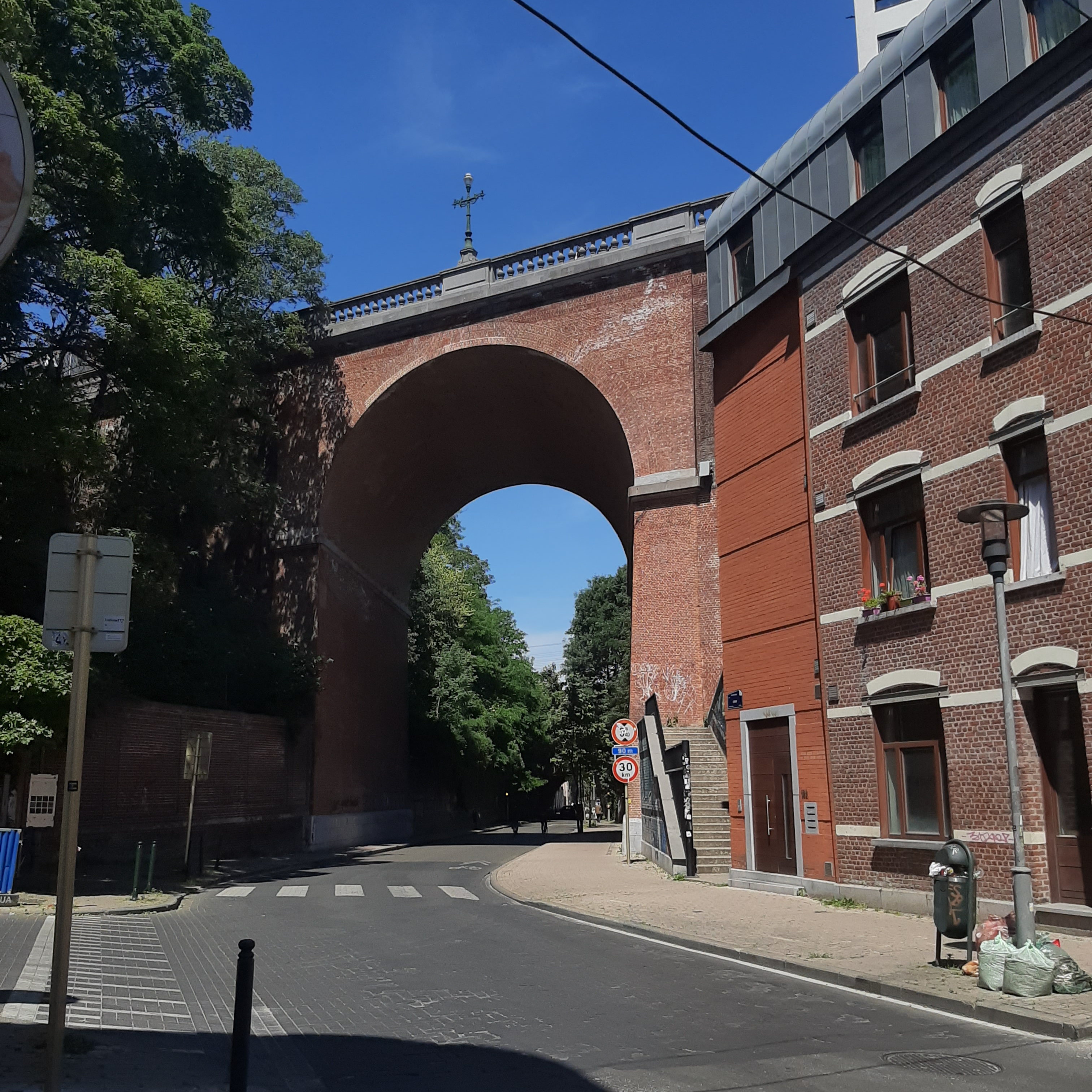
Viaduc enjambant la rue Gray, avenue de la Couronne.

En 1960, un plan d'aménagement concernant le quartier Marie-Henriette est dessiné par la commune d’Ixelles afin de rendre plus simple les circulations entre l'ancien village d'Ixelles-Haut, le quartier Van Aa et la commune d'Etterbeek. Victor Besme, très intéressé par ce plan, y mêle les projets d'aménagements des grandes voiries concernant les faubourgs de Bruxelles. Dès lors, l'arrêté Royal du 14 juin 1864, adoptant les plans d'alignement pour le prolongement de la rue du Trône et expropriant pour cause d'utilité publique les terrains nécessaires à leur exécution, est signé par Besme et entame la création de la rue du Trône prolongée. Cet arrêté comprend la partie qui commence à la place Blyckaerts et s’arrête à la fin du viaduc surplombant la Vallée du Maelbeek,. 
Plusieurs arrêtés prolongeront et modifieront le tracé de l’avenue : d'abord l'arrêté royal du 21 octobre 1871 déclare une partie de la rue du Trône et son prolongement jusqu’au boulevard Général Jacques de Grande Voirie. C’est-à-dire que ses travaux devront être achevés par l’Etat. Puis l'arrêté royal du 6 octobre 1973 annonce le prolongement rectiligne de l’avenue jusqu’à l’Houtweg,. Ensuite l’arrêté royal du 7 juin 1890 prévoit l’élargissement du fragment compris entre le viaduc et la rue de Germoir. Enfin l’arrêté royal du 5 mars 1895 prévoit le remplacement du tronçon final, qui devient l’actuelle rue Général Thys, par un tracé courbe qui rejoint le cimetière d’Ixelles. Ce dernier tracé est encore légèrement modifié par l’arrêté royal du 26 mai 1900 et finalement loti par l’arrêté royal du 1er décembre 1938.
L’aménagement de cette nouvelle avenue engendrera la reconstruction de ses abords. Quelques bâtiments seront construits avant 1890, mais c’est à partir de cette date que les demandes de permis de bâtir vont se multiplier. Malgré l'arrêt des constructions avec le début de la première guerre mondiale en 1914, la presque totalité de la partie anciennement  « rue du Trône prolongée » est construite. Les bâtiments sont pour la majorité des maisons bourgeoises de  style éclectique constituant de grandes enfilades.
Certains bâtiments se démarqueront des maisons bourgeoises dont quelques hôtels de maître,, l’Institut Sainte Trinité, etc. L’avenue abrite des installations militaires : l’hôpital militaire (1888) ainsi que la caserne de gendarmerie (1909). Cette proximité avec ce type d’infrastructures explique pourquoi l’avenue subit des bombardements durant la seconde guerre mondiale, qui détruiront un bon nombre de maisons. Néanmoins, l'avenue garde une certaine unité et est ponctuée de bâtiments remarquables qui lui apportent de la plus-value.

## Description architecturale

### Façade

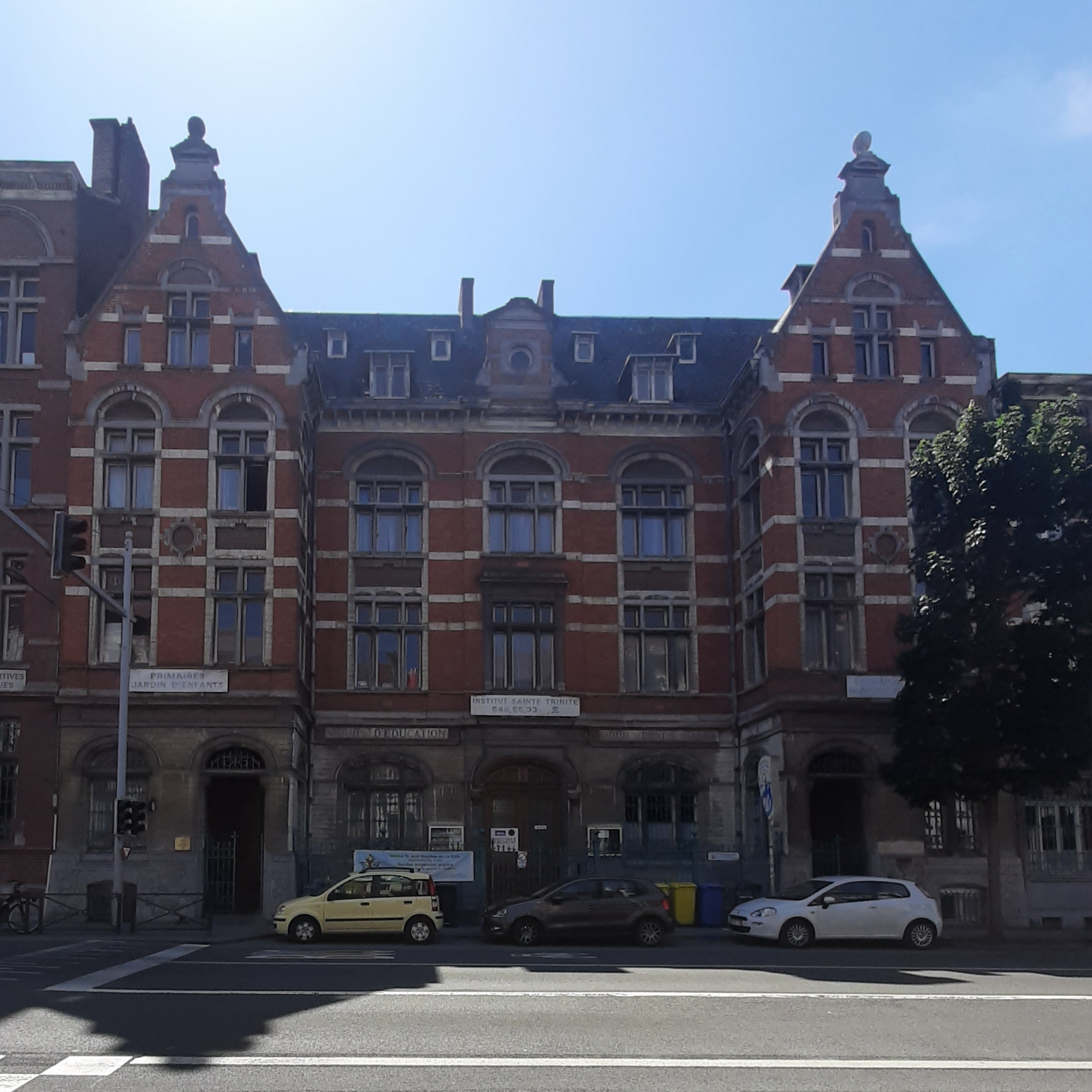
Nos 103-105 avenue de la Couronne.

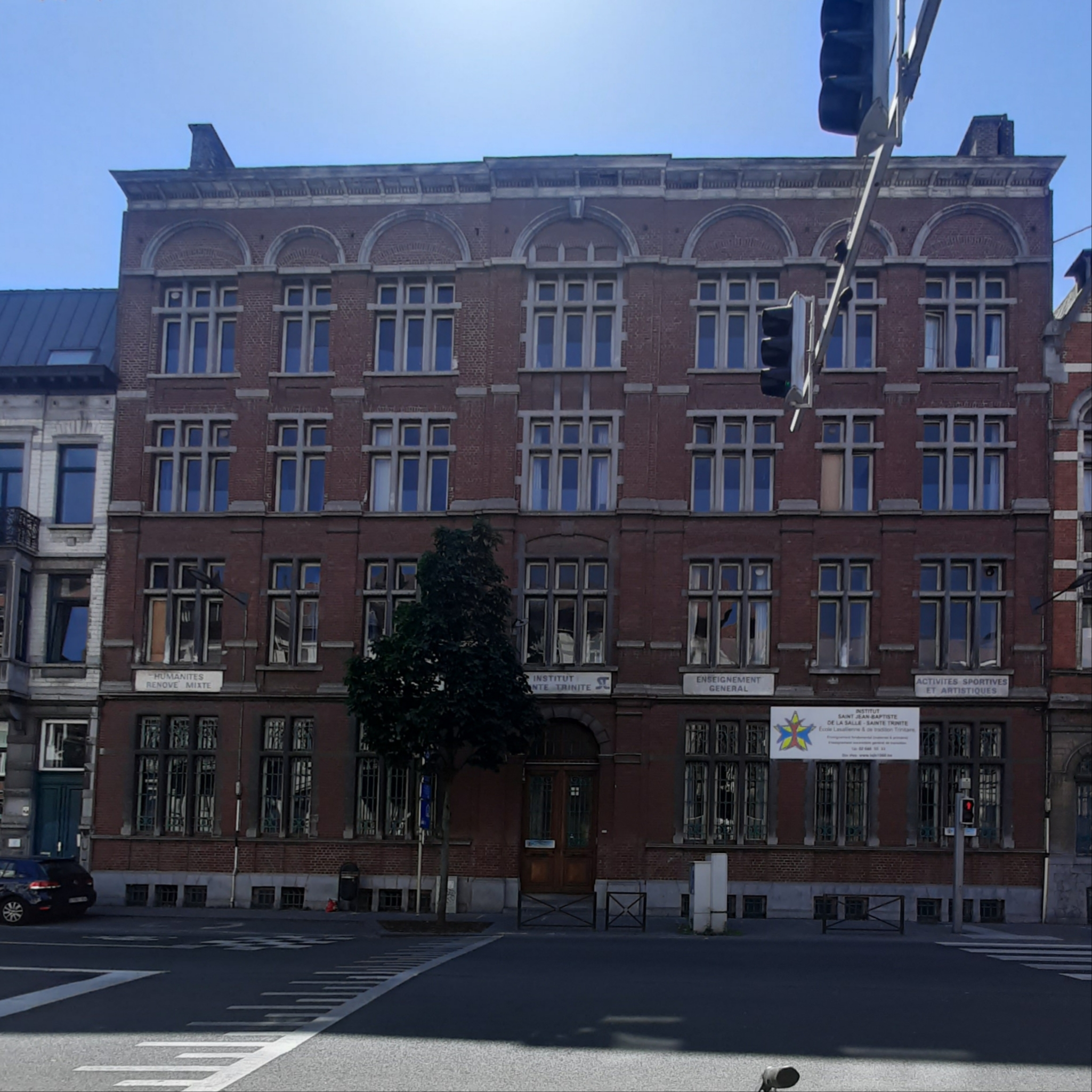
No 107 avenue de la Couronne.

L’établissement est constitué de deux bâtiments construits à des moments différents : celui qui possède les deux pignons en 1896 et l'autre en 1909. Leurs élévations, symétriques, comptent chacune sept travées abritant des fenêtres à croisée. Les façades, qui reposent sur un soubassement, sont en briques rouges animées par des éléments horizontaux en pierre blanche. Le menuiseries et ferronneries sont d'époque.

#### N° 103-105
Le bâtiment comprend trois étages surmontés d'une toiture mansardée ajourée de lucarnes retroussées. Les trois travées centrales, devancées d'une grille de clôture, sont en retrait par rapport aux deux travées des extrémités de la façade. 
Le rez-de-chaussée en pierre blanche, marqué par un bandeau, est percé de baies grillagées à arc en plein cintre surlignées d'une archivolte continue. Les fenêtres de la partie en retrait sont surmontées de cartouches qui indiquent : « Pension pour les Dames », « Cours d'éducation », « Pour jeunes filles » et « Classe enfantine ». Les portes latérales en recul par rapport à la façade des corps en saillie, forment un portique. 
Les niveaux un et deux ne constituent qu’un seul registre. Un cartouche sépare les fenêtres des deux niveaux à l’exception de la baie axiale flanquée de pilastres soutenant un entablement. Une archivolte continue surligne également les arcs de décharge du deuxième étage. Deux médaillons vides se trouvent entre les cartouches des corps en saillie.
Le corps central est couronné d’une corniche interrompue en son milieu par une lucarne engagée ajourée d’un oculus.
Les deux corps aux abouts sont coiffés d’un pignon à rampants droits avec un amortissement interrompu d’un cartouche.

#### N° 107
Le bâtiment comprend quatre étages, son élévation est composée de travées de largeurs différentes rythmée (excepté au rez-de-chaussée) de pilastres qui soutiennent des arcs de décharge en plein cintre. Chaque niveau, mise à part les niveaux trois et quatre qui ne forment qu’un registre, est marqué d’un bandeau. La travée centrale en saillie, flanquée de pilastres, est ajourée au rez-de-chaussée d’une porte à arc en plein cintre à claveaux réguliers. L’ensemble du bâtiment est couronné d’une corniche.